# Ronald Stretton
Ronald Charles "Ron" Stretton, född 13 februari 1930 i Epsom, död 12 november 2012 i Toronto, var en brittisk tävlingscyklist.
Stretton blev olympisk bronsmedaljör i lagförföljelse vid sommarspelen 1952 i Helsingfors.